# Sasu Haapanen
Sasu Haapanen (7 de  enero de 1905 – 25 de diciembre de 1986) fue un actor finlandés.

## Biografía
Su verdadero nombre era Aleksander Haapanen, y nació en Helsinki, Finlandia. Estudió música y teatro, siendo contratado en 1923 para trabajar en el Koiton Näyttämö de Helsinki, teatro en el cual permaneció diez años. Más adelante tuvo una larga trayectoria en el Kansanteatteri-Työväenteatteri de la capital, con el cual estuvo ligado entre 1933 y 1965. Ese año pasó al Kaupunginteatteri de Helsinki, en el cual siguió hasta su jubilación en 1969. Entre las obras que representó figuran Hamlet, Niskavuori y Hyvä maa.
Haapanen también actuó en una cuarentena de películas entre 1936 y 1962. Su primer papel significativo llegó con Jääkärin morsian (1938), rodando después Markan tähden (1938). En 1939 actuó en cinco filmes, siendo el más destacado para él la comedia Herrat ovat herkkäuskoisia. Encarnó a malvados en las cintas Viimeinen vieras (1941), Ryhmy ja Romppainen (1941), Onni pyörii (1942) y Tyttö astuu elämään (1943). En Suomisen Ollin tempaus (1941) fue el honesto pintor Suominen.
Haapanen declaraba en 1944 a la revista Elokuva-Aitta estar cansado de encarnar a malvados, aunque suponía un desafío encontrar nuevos matices para sus personajes. Entre sus papeles favoritos se encontraba el de Isak en Jääkärin morsiamen y Pellika en Tuomari Martta (1943). En 1945 Haapanen fue el protagonista masculino de Vastamyrkky, film basado en un texto de Hella Wuolijoki. Otra película destacada de Haapanen, basada en relatos de Maria Jotuni, fue Kun on tunteet (1954). Su última producción cinematográfica, dirigida por Maunu Kurkvaara, fue Yksityisalue (1962). Posteriormente actuó en diferentes producciones televisivas, siendo también conocido por su trabajo en series radiofónicas de Aarne Haapakoski y  Reino Helismaa.
En su faceta de cantante, Sasu Haapanen grabó en 1930 unos 15 éxitos de género schlager, entre ellos ”Ali Baba”, ”Kaarina”, ”Kasakka” (”Tosca-valssi”) y ”Särkynyt elämä”. 
Por su trayectoria artística, Haapanen fue premiado en 1956 con la Medalla Pro Finlandia. 
Sasu Haapanen falleció en Helsinki en el año 1986.

## Filmografía (selección)
- 1936 : VMV 6
- 1938 : Niskavuoren naiset
- 1938 : Jääkärin morsian
- 1938 : Poikamiesten holhokki
- 1938 : Markan tähden
- 1939 : Herrat ovat herkkäuskoisia
- 1939 : Hätävara
- 1939 : Avoveteen
- 1939 : Aktivistit
- 1940 : Tottisalmen perillinen
- 1940 : Ketunhäntä kainalossa
- 1941 : Viimeinen vieras
- 1941 : Ryhmy ja Romppainen
- 1942 : Onni pyörii
- 1942 : Suomisen Ollin tempaus
- 1942 : Oi, aika vanha, kultainen...!
- 1943 : Tyttö astuu elämään
- 1943 : Tuomari Martta
- 1943 : Katariina ja Munkkiniemen kreivi
- 1943 : Synnitön lankeemus
- 1944 : Anja tule kotiin
- 1945 : Vastamyrkky
- 1945 : Kolmastoista koputus
- 1947 : Pimeänpirtin hävitys
- 1947 : Tuhottu nuoruus
- 1952 : Salakuljettajan laulu
- 1952 : Hän tuli ikkunasta
- 1952 : Yhden yön hinta
- 1953 : Maailman kaunein tyttö
- 1953 : Pekka Puupää kesälaitumilla
- 1954 : Kun on tunteet
- 1954 : Onni etsii asuntoa
- 1954 : Niskavuoren Aarne
- 1955 : Säkkijärven polkka
- 1962 : Yksityisalue